# 작업치료사
작업치료사(作業治療士, occupational therapist, OT)는 작업적 수행이 손상되었거나 손상의 위험이 있는 클라이언트들이 의미있고 목적있는 작업에 참여하거나 독립적으로 일상생활 활동을 할 수 있도록 하고, 더 나아가 그들이 사회에 다시 복귀할 수 있도록 치료하는 전문가이다. 작업치료사는 신체적, 정신적 기능장애를 원활하게 회복시키기 위하여 일상생활에서 사용하는 물체나 기구를 활용한 감각활동훈련, 작업적 일상생활훈련, 인지재활치료, 삼킴장애재활치료, 상지보조기 제작 및 훈련, 작업수행분석 및 평가 업무, 그 밖의 작업치료적 훈련치료 업무를 수행한다.

## 역할
작업치료사들은 사람, 배경상황, 그리고 가치 있는 작업의 참여 간 업무적인 관계의 지식을 이용하여 성공적인 참여에 필요한 클라이언트 요소(신체기능, 인지기능, 가치, 신념 및 영성) 그리고 기술(운동, 인지, 사회) 내에서의 변화 또는 성장을 이용한다. 작업치료사들은 참여의 최종결과에 관심이 있으며 필요에 따라 환경 또는 환경 내 물체를 적용 및 수정하여 참여를 가능하게 한다. 작업치료 서비스는 장애 및 비장애 관련 요구가 있는 클라이언트의 훈련, 재활, 건강과 안녕의 증진을 위해 제공된다.

## 역량
- 전문가적 책임
- 비평적 사고
- 실무 지식의 실천
- 작업치료 실천과정의 활용
- 효과적 의사소통 및 협력
- 전문적인 개발의 참여
- 체계 내에서의 실천과 지지

## 자격
- 작업치료사는 의료기사 등에 관한 법에 따라 임상병리사, 방사선사, 물리치료사,치과기공사, 치과위생사과 함께 의료 기사로 구분된다. 현재 법률상 작업치료사가 되려면 작업치료(학과)를 전공 후 한국보건의료인 국가 시험원(이하 "국시원")에서 실시하는 국가시험에 합격하여 보건복지부 장관의 면허를 취득하여야 한다.[6]

### 교육커리큘럼[7]
1. 기초교육 : 인체 해부학, 의학용어, 생리학, 기능해부학, 재활치료의 심리학적 기초, 신경해부학,인체 검사학, 임상 신경학,재활의학, 인체운동학, 아동 발달학, 정신의학, 의료법규 및 행정, 공중보건학, 연구방법론 등
2. 작업치료 이론 : 작업치료학개론, 치료적 작업응용, 작업수행 분석, 임상작업치료 평가, 운동치료학, 아동 작업치료학, 학교 작업치료, 보조기 및 의지학, 감각통합치료, 신경계 작업치료학, 근골격계 작업치료학, 노인 작업치료학, 정신사회 작업치료학, 지역사회 작업치료학, 일상생활활동, 직업재활, 운전재활, 환경과 재활보조공학 등
3. 작업치료 임상실습 : 작업치료 임상 실습 등

## 직업 진로
- 의료 관련 기관
  - 종합병원
  - 재활병원
  - 요양기관
  - 정신병원

- 지역사회 관련 기관
  - 지역사회 건강/보건 기관
  - 정신건강복지센터
  - 장애인 건강 / 활동관련 센터
  - 지역 복지관
  - 지역사회 재활, 보조공학 서비스기관
  - 방문재활 서비스 기관
  - 발달장애, 치매 등 특정 장애지원 서비스관련 기관
  - 운전재활 관련 기관

- 학교 교육관련 기관
  - 교육청
  - 특수학교
- 공공기관
- 기타
  - 보조공학, 의료기 관련 사업체
  - 국내외 자원활동
  - NGO 활동

## 커뮤니티
- 땡큐오티 : 작업치료사, 작업치료학생을 위한 취업 · 교육 · 커뮤니티 사이트

## 같이 보기
- 의무박사
- 정신과의
- 사회복지사
- 언어병리학